# Airegin Revisited
Airegin Revisited ist ein Musikalbum von Hal Galper. Die am 4. April 2012 im Sophie’s Hat Studio in Seattle entstandenen Aufnahmen erschienen am 20. November 2012 auf Origin Records.

## Hintergrund
Der Pianist Hal Galper war ab Mitte der 2000er-Jahre bei Origin Records unter Vertrag und spielte mit seinem Trio eine Reihe von Alben ein wie Furious Rubato (2007), Art-Work (2009), E pluribus unum (2010) und Trip the Light Fantastic (2011).
Galper hatte Mitte der 1960er-Jahre in Sam Rivers’ Band sein (von ihm so genanntes) „Aufbaustudium“ absolviert und auf dessen Album „A New Conception“ (Blue Note, 1966) mitgewirkt. Rivers’ Komposition „Melancholia“ wird von Galper als eine Hommage an seinen Lehrer aufgegriffen. Die Version des Trios zollt ihm Tribut, indem sie das Tempo reduziert und so ein Gefühl des Verlusts nach Rivers’ Tod Ende 2011 vermittelt. In einer weiteren Hommage beschließt Galper das Album mit dem Titelstück, das Sonny Rollins geschrieben hat.

## Titelliste
- Hal Galper Trio – Airegin Revisited (Origin Records 82628)[1]

1. Embraceable You (George Gershwin) 11:23
2. Ascendant (Jimmy Garrison) 6:09
3. One Step Closer (Hal Galper) 7:28
4. Ambleside (John Taylor) 9:27
5. Melancholia (Sam Rivers) 8:44
6. Conception (George Shearing) 10:57
7. Airegin (Sonny Rollins) 13:59

Wenn nicht anders vermerkt, stammen die Kompositionen von Hal Galper.

## Rezeption
Nach Ansicht von Dan McClenaghan, der das Album in All About Jazz rezensierte, ist Galpers Airegin Revisited ein berauschendes Album. Der Pianist würde seit über einem halben Jahrhundert an seinem künstlerischen Schaffen arbeiten und sei nun mit Sicherheit zum „Elder Statesman des Jazz“ avanciert, nachdem er auf der Welle mehrerer markanter und eigenwilliger Trio-Aufnahmen reite. Galper sei, wie Altsaxophonist Lee Konitz und Pianist Martial Solal, tiefer in die Musik eingedrungen, als es möglich scheine. Er habe auf dem Album viele Standards aufgegriffen, sie freigelegt und die bekannten Melodien mit seiner unerschütterlichen Vision zu einer neuen Kunstform umgestaltet.
Ken Dryden verlieh dem Album in Allmusic vier Sterne und schrieb, Hal Galpers Rubato-Spielstil sei nichts für Einsteiger oder Gelegenheitshörer; er würde volle Konzentration erfordern, um seine Nuancen zu würdigen. Doch Jazzfans, die ihm ihre ungeteilte Aufmerksamkeit schenkten, würden mit Sicherheit begeistert sein.